# Stagno di Tortolì
Lo stagno di Tortolì è una zona umida situata nel territorio dell'omonima città , in prossimità della costa orientale della Sardegna.

Con la direttiva comunitaria n. 92/43/CEE "Habitat" è riconosciuto come sito di interesse comunitario (SIC ITB022214) e inserito nella rete Natura 2000 con l'intento di tutelarne la biodiversità, attraverso la conservazione dell'habitat, della flora e della fauna selvatica presenti.

Lo stagno appartiene al demanio della Regione Sardegna che concede lo sfruttamento professionale delle risorse ittiche; viene esercitata l'attività di pesca a diverse specie tra cui mugilidi, orate, anguille, vongole e bocconi.